# ۷ دلو
۷ دلو یک ستاره است که در صورت فلکی دلو قرار دارد.